# Christian Querre
Christian Querré né le 16 novembre 1943 à Binic est un écrivain français.

## Biographie
Né à Binic, licencié en psychologie, Christian Querré a été professeur de jeunes sourds à Montréal et à Saint-Brieuc, puis brocanteur. Il a obtenu, en 1985, le grand prix des Écrivains bretons pour un roman policier Autopsie d’une vengeance. Il a publié une vingtaine de livres et est également peintre.
Christian Querré écrit pour Emmanuel Moire.
Le jury du concours « Écrivez une chanson pour… Emmanuel Moire », imaginé par Ouest-France et Le Mans cité chanson, a retenu le texte de Christian Querré, Ensemble nous avons dormi, parmi les 750 reçus. L’auteur, qui habite à Binic (Côtes-d'Armor), et l’ancien Roi Soleil se rencontreront prochainement, au Mans, pour mettre le titre en musique. Emmanuel Moire interprétera la chanson le 28 mars lors de Le Mans cité chanson
En 2010, un festival de littérature  "Escale de Binic" (dédié aux livres de la mer et de l'aventure) a été lancé à Binic par Christian Querré et sept autres personnes.

## Publications
- Feu bicyclette, Paris, La Pensée Universelle, 1972.
- La Marche sur les eaux, poèmes, éditions Caractères, 1981 (Prix de poésie des écrivains bretons).
- Autopsie d'une vengeance, roman, Jean Picollec, 1984 (Grand Prix des écrivains bretons).
- Binic, port du Goelo histoire des origines à nos jours, Binic, Éd. du Dahin, 1987.
- Miroirs, nouvelles, Romillé, Folle Avoine, 1989.
- La Loire bretonne, Rennes, éditions Ouest-France, 1993.
- La terre est tendre après les pluies d'orage, éditions Coop Breizh, 1994.
- Mystères et légendes de Bretagne, Rennes, Éditions Ouest-France, Coll. « Les icono-guides », 1995.
- La Légende de la ville d'Ys, Rennes, Éditions Ouest-France, 1996.
- La Grande Aventure des terres-neuvas, essai historique, Binic, Le Dahin, 1998.
- La Falaise de Paimpol, roman, éditions 28/8 Gisserot, 2006.
- Pêcheurs à Islande (en collaboration avec Philippe Leribaux), Brest, Le Télégramme, 2007.
- Guide secret des Côtes-d'Armor, Rennes, éditions Ouest-France, 2012.
- Histoires de brocs et de briques (en collaboration avec Roman Petroff), éditions L'Ancre de Marine, 2016.
- Petites Histoires vraies de la brocantes et des enchères (en collaboration avec Roman Petroff), tome 1, éditions Cristel, 2018.
- Petites Histoires vraies de la brocantes et des enchères (en collaboration avec Roman Petroff), tome 2, éditions Cristel, 2022.